# Верховный совет Приднестровской Молдавской Республики
Верховный Совет Приднестровской Молдавской Республики (молд. Совьетул Супрем ал Републичий Молдовенешть Нистрене, укр. Верховна Рада Придністровської Молдавської Республіки) — согласно Конституции Приднестровской Молдавской Республики, представительный и единственный законодательный орган государственной власти непризнанной Приднестровской Молдавской Республики. Верховный Совет не признаётся государствами — членами ООН в качестве законного органа власти.

## История создания
В отличие от других государств бывшего СССР, в которых уже имелась система государственной власти и парламенты, доставшиеся в наследство от соответствующей союзной или автономной республики или области, органы власти Приднестровья создавались полностью с нуля.
2 сентября 1990 года II Чрезвычайный съезд народных депутатов всех уровней Приднестровья избрал Временный Верховный совет (ВВС) в составе 50 человек, которому надлежало осуществлять высшее руководство Республикой до выборов постоянного Верховного совета. Временный Верховный совет избрал председателя Верховного суда, прокурора, госарбитра, министра внутренних дел и председателя Госкомитета безопасности, а также назначил председателя Совета министров Республики и определил состав его Президиума. Председателем Верховного совета избран Игорь Смирнов. Временный Верховный совет работал до 25 ноября 1990, когда были проведены первые выборы в Верховный совет Приднестровской Молдавской ССР.

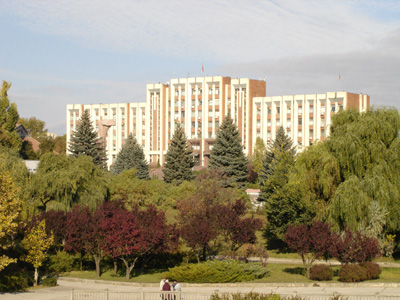
Здание Верховного Совета ПМР

## Порядок избрания
Состав Верховного совета — 33 депутата. Депутаты избираются на 5 лет путём тайного равного всеобщего голосования по одномандатным округам. Выборы в парламент проводятся во второе воскресенье декабря года, в котором истекают полномочия Верховного совета. Депутатом Верховного совета может быть избран гражданин Приднестровской Молдавской Республики, обладающий избирательным правом, достигший ко дню выборов возраста 25 лет и постоянно проживающий на территории Республики. Депутат Верховного совета не может быть президентом Приднестровской Молдавской Республики, судьёй, прокурором, состоять на государственной службе, службе в органах местного самоуправления, быть депутатом иных представительных и выборных органов государственной власти и местного самоуправления, занимать иные оплачиваемые должности, заниматься иной оплачиваемой деятельностью, за исключением преподавательской, научной или иной творческой деятельности, осуществлять предпринимательскую деятельность, входить в состав руководящего органа или наблюдательного совета коммерческой организации.
29 ноября 2020 года состоялись последние выборы депутатов ВС ПМР.

## Полномочия
Верховный совет Приднестровской Молдавской Республики посредством принятия законодательных актов:
1. устанавливает республиканские налоги и сборы, перечень местных налогов и сборов, порядок их взимания и введения; устанавливает предельный размер налоговой нагрузки на налогоплательщика; устанавливает пределы государственного долга и величину разового заимствования, в случае превышения которой данное действие должно быть согласовано с Верховным Советом, а также порядок либо объекты его обеспечения; принимает решение о денежной эмиссии в пределах, превышающих размер эмиссии, установленный законом для самостоятельного решения центральным банком государства;
2. рассматривает и утверждает в рамках долгосрочного бюджетного планирования республиканские программы экономического, социального и культурного развития, имеющие статус общегосударственных, принимает бюджет и устанавливает меры межбюджетного регулирования;
3. решает вопросы административно-территориального устройства Приднестровской Молдавской Республики, в том числе принимает решения об изменении границ Приднестровской Молдавской Республики по взаимному соглашению с сопредельными государствами;
4. ратифицирует и денонсирует международные договоры Приднестровской Молдавской Республики;
5. вносит изменения и дополнения в Конституцию в установленном порядке, вносит изменения и дополнения в действующие законодательные акты;
6. осуществляет законодательное регулирование иных вопросов, требующих единообразного решения и применения на территории Приднестровской Молдавской Республики.

Верховный совет Приднестровской Молдавской Республики рассматривает в установленном порядке и в установленные сроки и принимает решения посредством издания правовых актов:
1. об утверждении указов Президента о введении военного, чрезвычайного положения;
2. по вопросам войны и мира;
3. об объявлении амнистии;
4. об утверждении концепции внутренней и внешней политики, национальной безопасности Приднестровской Молдавской Республики и её военной доктрины;
5. о проведении на территории Приднестровской Молдавской Республики референдума или всенародного обсуждения наиболее важных вопросов государственной или общественной жизни;
6. о назначении на должность и освобождении от должности Председателей Конституционного, Верховного и Арбитражного судов по представлению президента Приднестровской Молдавской Республики, о назначении на должность и освобождении от должности двух судей Конституционного суда;
7. о назначении на должность на установленный законом срок и освобождении от должности по представлению Президента Приднестровской Молдавской Республики прокурора Приднестровской Молдавской Республики, Председателя центрального банка государства;
8. о толковании законов, правовых актов, не имеющих законодательного характера, принимаемых Верховным Советом;
9. принимает иные акты и решения, не требующие законодательного регулирования.

Верховный совет Приднестровской Молдавской Республики имеет право для реализации своих контрольных функций рассматривать в установленном порядке и в установленные сроки и принимать по результатам рассмотрения решения:
1. об отмене актов местных Советов народных депутатов (местных представительных органов государственной власти) в случаях их несоответствия Конституции и законам Приднестровской Молдавской Республики; о предложении выборным органам и должностным лицам местного самоуправления о приведении в соответствие с действующим законодательством собственных правовых актов;
2. о роспуске местных Советов народных депутатов (местных представительных органов государственной власти) и назначении новых выборов в случаях нарушения ими Конституции, законов, постановлений Верховного совета, актов Президента Приднестровской Молдавской Республики и отказа от приведения своих решений в соответствие с законодательством;
3. об отрешении от должности лиц, занимающих высшие государственные должности Приднестровской Молдавской Республики, членов кабинета министров в случаях и в порядке, установленном Конституцией и законом;
4. о вынесении представления президенту в отношении любого должностного лица органа государственной власти или управления о ненадлежащем исполнении либо о неисполнении им своих обязанностей.

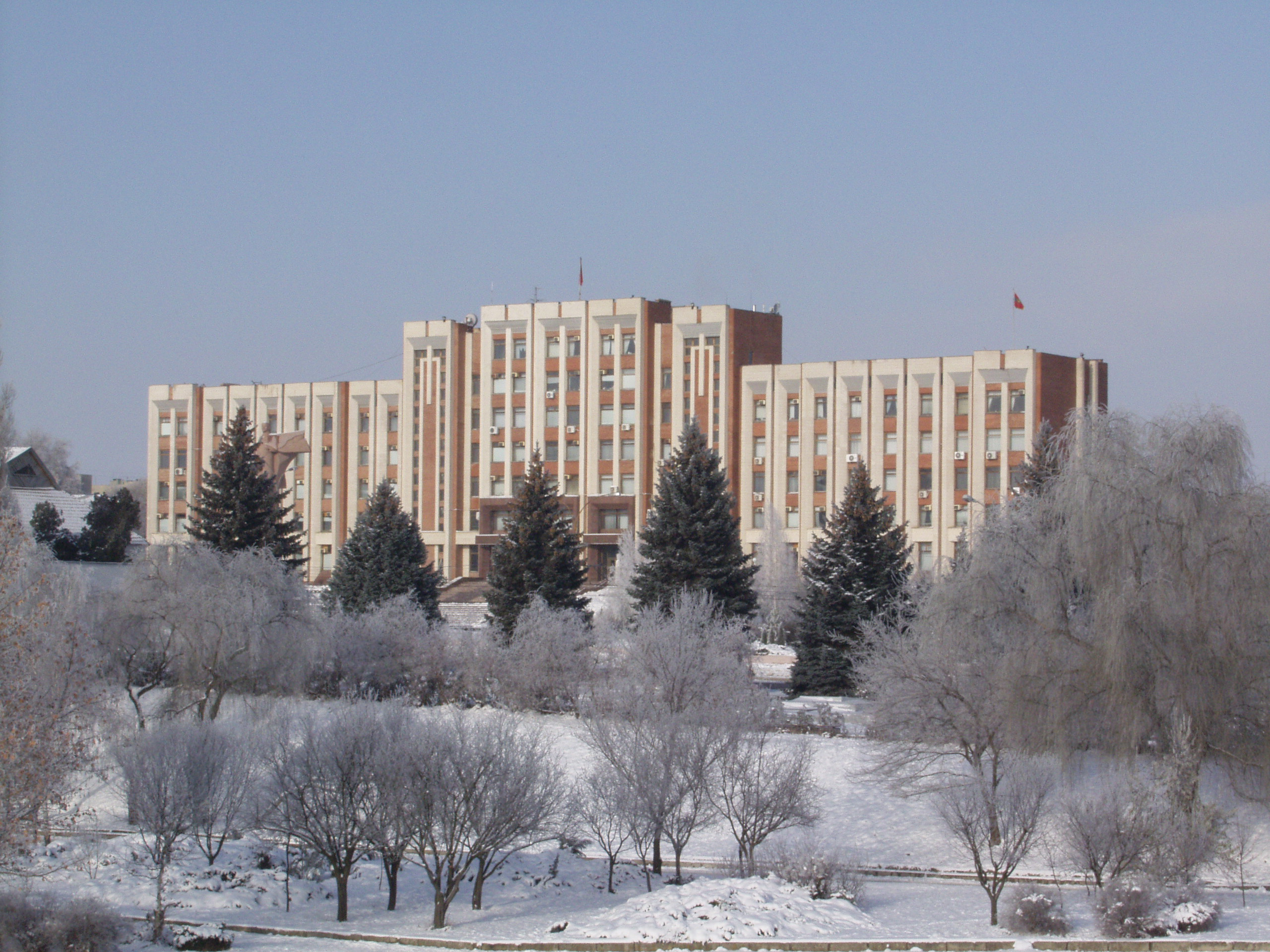
Здание Верховного совета в зимний период

Верховный совет имеет исключительное право возбуждать процедуру отрешения от должности и принимать решение об отрешении от должности лиц, занимающих высшие государственные должности Приднестровской Молдавской Республики (президента, председателей Конституционного, Верховного, Арбитражного судов, прокурора), членов кабинета министров на основании заключения Верховного суда Приднестровской Молдавской Республики, подтверждающего наличие в их действиях состава преступления, и заключения Конституционного суда Приднестровской Молдавской Республики о соблюдении установленного порядка выдвижения обвинения, если в результате рассмотрения они будут признаны виновными в государственной измене, коррупции, умышленном нарушении Конституции, имевшем тяжкие последствия, других тяжких преступлениях.